# 노동정치연대
노동정치연대는 노동중심 대중적 진보정당 창당을 표방하며 만들어진 대한민국의 정치단체이다.

## 역사
- 2012년 12월: 통합진보당 부정 경선 사건에 반발한 민주노총 산하 7개 조직[1]이 새로운 노동자 정당을 만들기 위해 '노동정치연석회의'를 구성했다.[2][3][4]
- 2013년 11월:노동정치연대가 출범하였다.
- 2015년 11월: 정의당, 진보결집+, 국민모임과 통합된 진보정당을 구성하기로 했다.